# Gennady Golovkin vs. Canelo Álvarez
Gennady Golovkin vs. Canelo Álvarez, anunciada como Supremacía, fue una ampliamente anticipada pelea de boxeo por la unificación de los títulos mundiales de la AMB (Súper), CMB, IBO, FIB, The Ring y el lineal vacante en peso mediano. Esta fue el 16 de septiembre del 2017 en el T-Mobile Arena en Las Vegas y fue televisada por HBO PPV en Estados Unidos, TV Azteca y Televisa en México, Space en Latinoamérica, y Opensport en España.

## Desarrollo
El Canelo, cuando accedió a firmar el contrato una semana antes del combate que tenía contra Chávez Jr., pidió 3 peleas preliminares antes de que accediera a luchar contra Golovkin.
Inmediatamente después de la pelea contra Julio César Chávez, Jr. el 6 de mayo, el Canelo Álvarez anunció que luego peleará contra Golovkin el fin de semana el 16 de septiembre en una ubicación que podía ser determinada. Golovkin, quien antes de la pelea declaró no atienda, estuvo unido por su entrenador Abel Sánchez y promotor Tom Loeffler. Golovkin entró al ring durante el anunciamiento para ayudar a su promotor de lo que se venía adelante. Hablando a través de un traductor, Álvarez le dijo, «Golovkin, tú eres el siguiente, mi amigo... ¿Dónde estás? La pelea está hecha. Nunca le he tenido miedo a nadie: desde los 15 años peleó como profesional. Cuando yo nací, ya se había repartido el miedo». Cuando Golovkin llegó al ring, dijo, «Me siento muy entusiasmado. Ahora mismo es una historia diferente. En septiembre, será un estilo distinto, un espectáculo, un gran show. Estoy listo. Esta noche, primero quiero felicitar al Canelo y a su equipo. Ahora mismo, pienso que todo el mundo está entusiasmado por septiembre. Canelo lució muy bien esta noche, y al 100 %; él es el reto más grande de mi carrera. Buena suerte en septiembre (para el Canelo)». En la conferencia de prensa de la post-pelea, ambos boxeadores se miraron frente a frente y hablaron sobre la pelea entre ambos.
El 9 de mayo, Eric Gómez, el presidente de Golden Boy le dijo a LA Times que Álvarez tendría una revancha inmediata por el contrato, mientras que Golovkin, si pierde, no tendría revancha asegurada. De La Hoya más tarde también reveló en una entrevista con ESPN que la pelea tendría lugar completamente en peso mediano (en 160 libras) y sin cláusula de re-hidratación, eso significa que Golovkin y Álvarez serían capaces de obtener un ilimitado peso después del pesaje. El 5 de junio, el T-Mobile Arena en Las Vegas es anunciado como el estadio de la pelea, y esta sería la primera vez que Golovkin peleara en el estado de Nevada. El AT&T Stadium, Madison Square Garden y Dodger Stadium quedaron fuera de albergar la pelea. Eric Gómez, desde Golden Boy Promotions, dijo en un comunicado que Álvarez iba a luchar por el título de la FIB, lo que significa que va a participar en el segundo pesaje en el que la FIB requiere que cada boxeador no pese más de 10 libras por encima del límite de 160 libra en el mismo día del combate. A pesar de que dijo que no había ninguna palabra sobre si Álvarez iba a luchar por el título del CMB, Álvarez afirmó que no lo haría.

## Pelea
Ambos peleadores de elite se enfrentarían en un combate parejo, donde el mexicano sería quien mostraría ser mejor en los tres primeros asaltos y el kazajo mostraría su superioridad en los siguientes. Ambos peleadores demostraron un gran resistencia a los golpes, ya que ambos recibirían fuertes lanzamientos de parte de su rival; Golovkin durante la mayor parte de la pelea iría hacia adelante atacando a Álvarez; no obstante, este último luciría una gran capacidad para evadir los golpes de Gennady. Al final el resultado sería un empate por decisión dividida, siendo este el segundo en la carrera de Saúl Álvarez y el primero de la de Gennady Golovkin.

## Características
Las entradas para el combate costarán entre 1.000 y 25.000 dólares. Se espera que asistan numerosas personalidades del deporte (Mike Tyson, Evander Holyfield, Óscar de la Hoya, Sugar Ray Leonard, Thomas Hearns, Julio César Chávez, Roberto Durán, Bernard Hopkins, Juan Manuel Márquez, Vasyl Lomachenko, Sergey Kovalev, Billy Joe Saunders, Magic Johnson, del cine (Arnold Schwarzenegger, Silvester Stallone, Sean Bean, Nikolaj Coster-Waldau, Mark Addy, Ben Affleck, Peter Dinklage, Ice Cube, entre otros más).

### Títulos
Golovkin expondría sus cetros AMB (Súper), CMB, IBO, FIB del peso mediano, mientras que el Canelo expondría el título The Ring. Ambos boxeadores van por el título lineal que se encuentra vacante.

### Guantes
De la Hoya confirmó que se usarán los guantes de 10 onzas (280 g) como lo es habitual en el peso mediano.